# Polarschnee
Polarschnee (auch Diamantschnee, Diamantstaub; englisch diamond dust) ist eine Niederschlagsform, bei der sich Eisnadeln durch Resublimation unmittelbar aus dem Wasserdampf der bodennahen Luftschichten bilden und zu Boden fallen. Der Himmel kann dabei völlig wolkenlos sein. Da die bodennahe Luft unter Polarschnee-Bedingungen unzählige kleine Eisnadeln enthält, können variantenreiche Halos erzeugt werden, sofern eine geeignete Lichtquelle (Sonne, Mond, aber auch künstliche Lichtquellen) vorhanden ist. Polarschnee tritt in der Regel bei starkem Frost mit zweistelligen Minusgraden auf.